# Jantine Jongebloed
Jantine Jongebloed (Doetinchem, 3 september 1987) is een Nederlandse schrijver en werkt als freelance journalist voor onder andere Volkskrant Magazine, NRC, Vrij Nederland en voorheen ook in Flow.

## Carrière
In februari 2021 verscheen een artikel van Jongebloed in Volkskrant Magazine waarin zij reconstrueerde hoe haar naaktfoto's – genomen in 2003 toen zij minderjarig was – zonder haar toestemming online werden verspreid. Onder andere GeenStijl schreef hierover en toonde de foto's. Op basis van deze reconstructie schreef Jongebloed het boek Wie zette mijn naaktfoto's online?, dat in november 2021 uitkwam. Hiervoor ontving Jongbloed de Bep Slechte Prijs, de Seks & Media Prijs 2021 en de Gouden Freelancer Award.
In 2023 kwam haar tweede boek Soms wil ik een kind uit, over haar kinderwens.